# Битка код Бар-сир-Оба
Битка код Бар-сир-Оба одиграла се 27. фебруара 1814. године између француске војске са једне и војске Русије, Аустрије и Баварске са друге стране. Битка је део Наполеонових ратова, а завршена је победом савезника.

## Битка
Док је Наполеон оперисао против Блихера, Шварценбергова армија (80.000 Аустријанаца, Руса и Бавараца) одбацила је 27. фебруара Французе под Николом Удином (30.000) и затим их до 15. марта потисла преко Сене. Французи су изгубили око 3100, а савезници 1900 људи.